# Exposition en cas de défaut
Pour les articles homonymes, voir EAD.
L’exposition en cas de défaut - en anglais, Exposure At Default (EAD) - est un paramètre utilisé dans la détermination du capital économique, ECap et du capital réglementaire, RegCap sous Bâle II pour les institutions bancaires.

## Définition
L'« exposition en cas de défaut » est l'exposition encourue par un créancier en cas de défaut de son débiteur. En d'autres termes, c'est le montant du prêteur exposé au risque de défaut de l'emprunteur. qui est le risque que le débiteur ne remplisse pas son obligation de remboursement au créancier.
L'exposition en cas de défaut comprend d'une part l'exposition au bilan qui correspond aux sommes effectivement avancées  par l'établissement financier (le prêteur) au client  et d'autre part l'exposition au hors bilan qui correspond à un engagement de l'établissement financier auprès de celui-ci pouvant donnant lieu dans le futur à un versement de fond : crédit non décaissé ou décaissé partiellement, autorisation de découvert non utilisée, engagement par signature, ... (exposition au hors bilan). Pour calculer l'EAD, l'exposition au hors bilan est pondérée par un taux, le Facteur de conversion en équivalent crédit ou FCEC (CCF en anglais), qui reflète la probabilité d'utilisation de cet engagement par le client. 